# Typ 90 Helm
Der Typ 90 Helm (japanisch 九〇式鉄帽 ‚Typ 90 Eisenhut‘) war ein japanischer Stahlhelm, der von 1930 (Kōki 2590, daher die Typbezeichnung) bis 1945 von den Kaiserlich Japanischen Streitkräften eingesetzt wurde.

## Geschichte

### Allgemeines

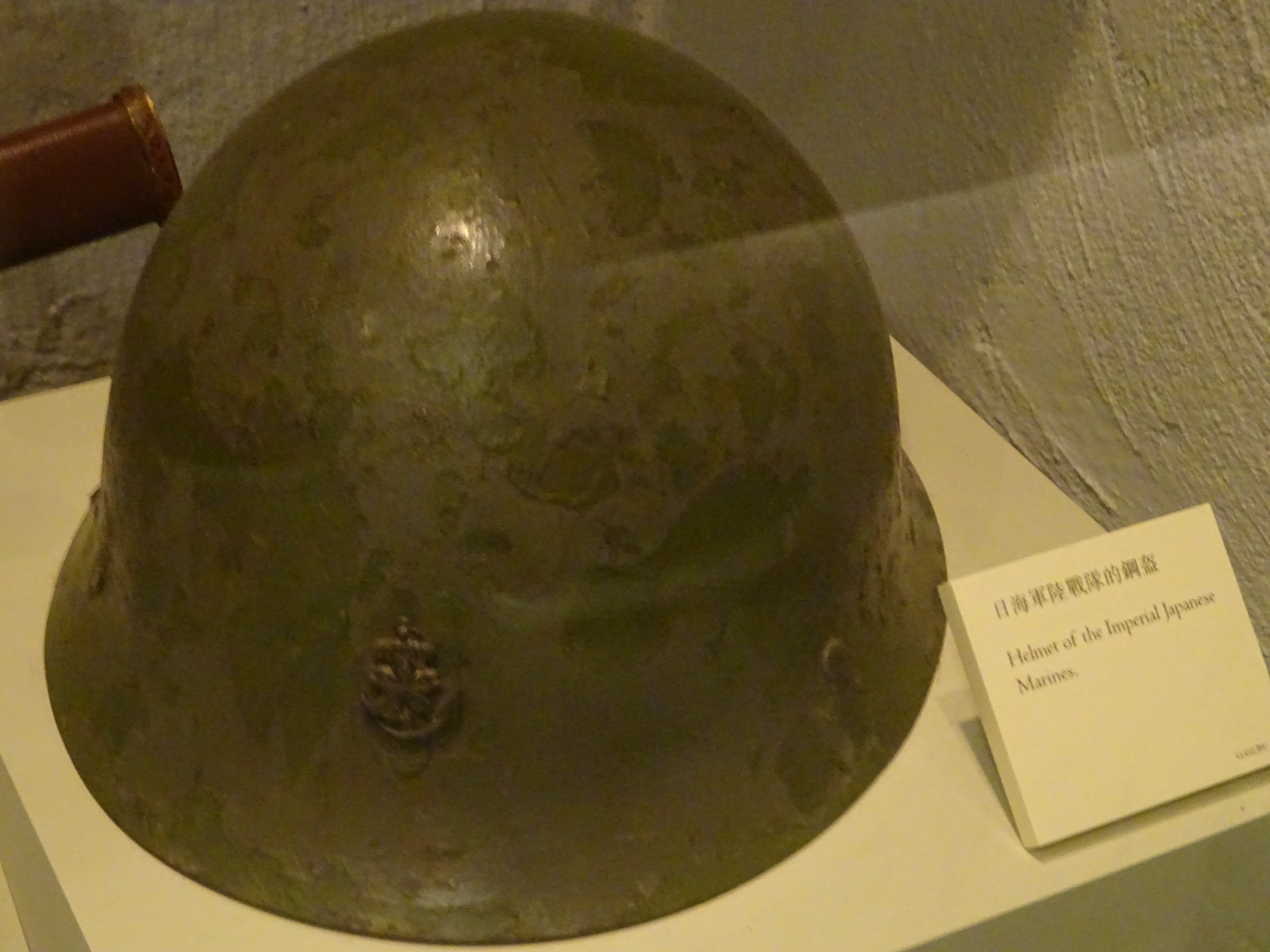
Typ 90 Helm der Kaiserlich Japanischen Marine

Das Kaiserlich Japanische Heer hatte seit Mitte der 1920er Jahre mit der Entwicklung eines eigenständigen Stahlhelmes begonnen. Hiefür wurden eine Vielzahl von Prototypen hergestellt, welche auf britischen (Brodie-Helm), deutschen (M1916) und französischen (Adrian-Helm) Mustern basierten. Der daraus entwickelte Helm wurde 1930 eingeführt und als Tetsukabuto (japanisch 鉄兜 ‚Eisenhelm‘) bezeichnet. Bis 1932 galt der Stahlhelm zusammen mit Gasmasken als Waffe und erst ab dem 28. April 1932 als Kleidung geführt, wodurch seine Bezeichnung in Tetsubō (japanisch 鉄帽 ‚Eisenhut‘) geändert wurde.
Der aus Chrom-Molybdän-Stahl gefertigte Stahlhelm bestand aus einer 1 mm starken Kalotte, einem ledernen Innenfutter und hatte ein Gewicht von 1 kg. Im Gefecht zeigte sich, dass der Helm einen guten Schutz vor Splittern gewährleistete. Direkte Schüsse auf den Helm widerstand er hingegen nur unzureichend. So durchschlug eine Kugel des Kaliber 7,7 den Helm selbst auf eine Entfernung von 1000 Metern. Dies führte zu einer Überarbeitung des Helms, die in der Entwicklung des Typ 98 mündete.

### Varianten
- Typ 90: Bezeichnung des Kaiserlich Japanischen Heeres
- Typ 2: Bezeichnung der Kaiserlich Japanischen Marine für den Typ 90[1]
- Typ 3: Bezeichnung der Kaiserlich Japanischen Marine für den Typ 90 mit 1,2 mm Wandstärke[1]

## Nutzer
- Japan
- China[2]
- Volksrepublik China[2]

## Galerie

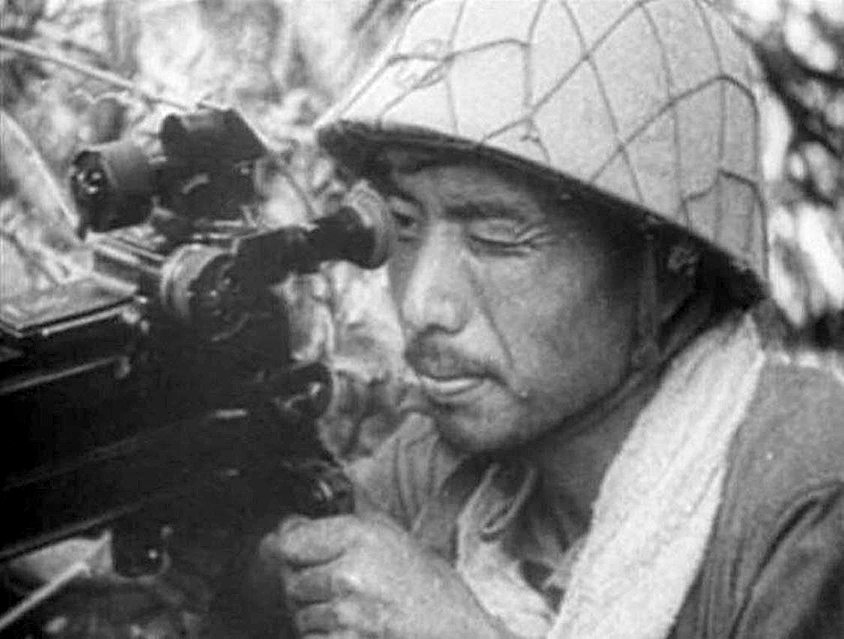
Japanischer MG-Schütze mit Typ 90.
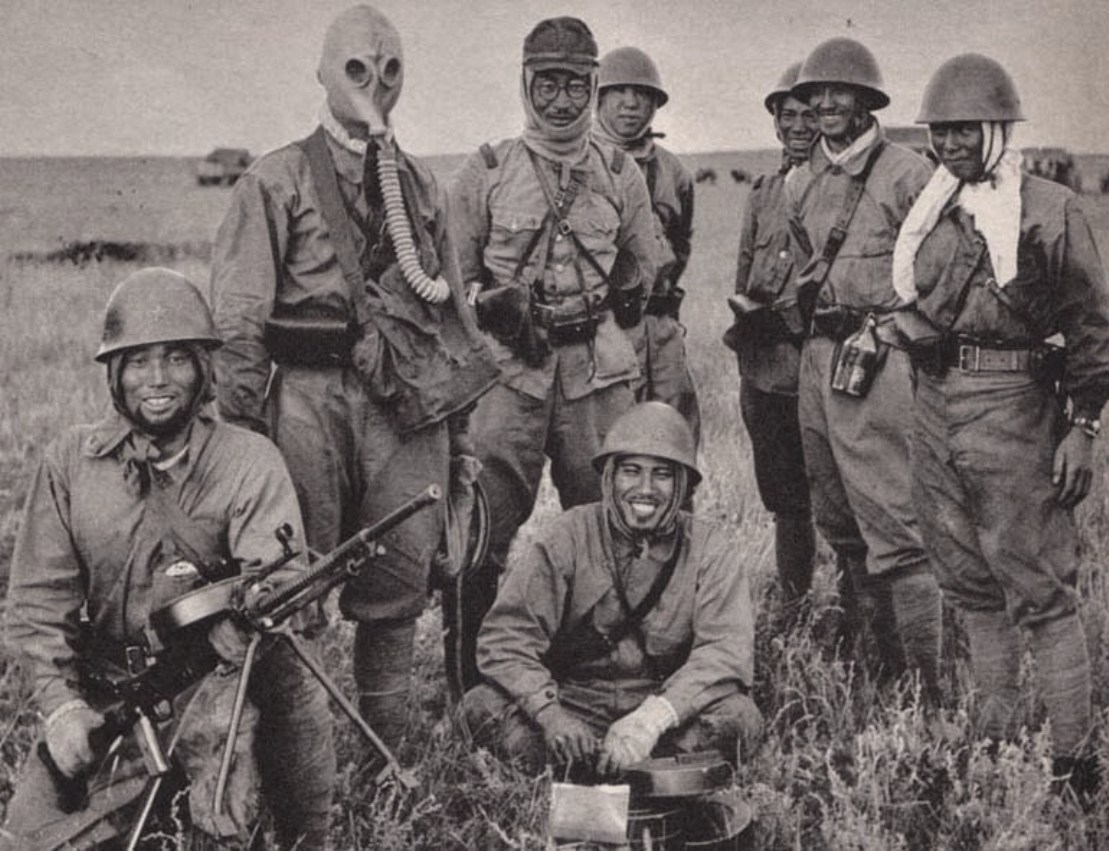
Japanische Soldaten mit Typ 90 während der Schlacht am Chalchin Gol, 1939.
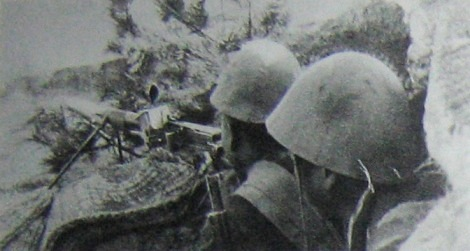
Chinesische Soldaten mit Typ 90 während der Schlacht von Siping, 1946.